# Blood on the Risers
Blood on the Risers – piosenka z okresu II wojny światowej używana przez siły powietrznodesantowe (Airborne) Armii Stanów Zjednoczonych: 82. Dywizja Powietrznodesantowa (United States 82nd Airborne Division), 173. Brygada Powietrznodesantowa (173rd Airborne Brigade), 4. Brygadowa Grupa Bojowa (4th Brigade Combat Team), 25. Dywizja Piechoty (25th Infantry Division) i 101. Dywizja Powietrznodesantowa (101st Airborne Division).
Melodia została zaczerpnięta z pieśni Battle Hymn of The Republic, która została napisana w roku 1861.